# Benjamin Henigman
Benjamin Henigman, slovenski politik in poslanec, * 5. januar 1960.

## Življenjepis
Leta 1992 je bil izvoljen v 1. državni zbor Republike Slovenije; v tem mandatu je bil član naslednjih delovnih teles:
- Preiskovalna komisija o preiskavi politične odgovornosti posameznih nosilcev javnih funkcij v izvršnih svetih občin in republike za razkroj gospodarskega sistema Iskre (predsednik),
- Komisija za volitve, imenovanja in administrativne zadeve,
- Komisija za spremljanje in nadzor lastninskega preoblikovanja družbene lastnine,
- Odbor za gospodarstvo in
- Odbor za zdravstvo, delo, družino in socialno politiko.